# Helenenmarsch
Helenenmarsch (Armeemarsch II, 127 (Armeemarsch II, 173)) został skomponowany w 1857 roku przez pruskiego muzyka wojskowego Friedricha Lübberta (1818–1892) dla 35. Brandenburskiego Regimentu Fizylierów. Marsz nosił początkowo tytuł Schwarz und Weiß (są to barwy Prus, dziś oryginalny tytuł jest rzadko używany).
Gdy pułk zaczął stacjonować w Luksemburgu, jego dowódca rozpisał konkurs na nowy marsz paradny. Zwycięzcą okazał się Lübbert, który przemianował swoją kompozycję na "Helenenmarsch" (żoną dowódcy była Helene von Hülsen). Utworu słucha się szczególnie dobrze ze względu na jego niezwykle przystępny i porywający temat, który ze względu na takt 2/4 świetnie pasuje do kroku marszowego. Obecnie Helenenmarsch jest między innymi tradycyjnym marszem dowództwa wojsk lądowych w Koblencji. 
W latach 70. XX wieku Helenenmarsch zdobył w Niemczech dużą popularność, gdy Loriot wybrał go jako tło muzyczne swej kabaretowej wersji przedstawienia Opa Hoppenstedt. Scena, w której Hoppenstedt energicznymi ruchami ramion podkreśla takt marszu, zapisała się na stałe do historii niemieckiego komizmu telewizyjnego.